# William Wirt Vaughan
William Wirt Vaughan (* 2. Juli 1831 in Martha, Wilson County, Tennessee; † 19. August 1878 bei Alamo, Tennessee) war ein US-amerikanischer Politiker. Zwischen 1871 und 1873 vertrat er den Bundesstaat Tennessee im US-Repräsentantenhaus.

## Werdegang
William Vaughan besuchte die öffentlichen Schulen seiner Heimat und studierte danach an der Cumberland University in Lebanon. Nach einem anschließenden Jurastudium und seiner im Jahr 1860 erfolgten Zulassung als Rechtsanwalt begann er in Brownsville in seinem neuen Beruf zu arbeiten. Politisch war er Mitglied der Demokratischen Partei. Bei den Kongresswahlen des Jahres 1870 wurde Vaughan im achten Wahlbezirk von Tennessee in das US-Repräsentantenhaus in Washington, D.C. gewählt, wo er am 4. März 1871 die Nachfolge von William Jay Smith antrat. Da er im Jahr 1872 dem Republikaner David Alexander Nunn unterlag, konnte er bis zum 3. März 1873 nur eine Legislaturperiode im Kongress absolvieren.
Nach seinem Ausscheiden aus dem US-Repräsentantenhaus arbeitete Vaughan wieder als Anwalt. Damals stieg er auch in das Eisenbahngeschäft ein. Er war als Bauleiter maßgeblich am Bau der Strecke zwischen Brownsville und New Bern in North Carolina beteiligt. Im Jahr 1878 erwog Vaughan eine erneute Kongresskandidatur. Er starb während des Wahlkampfes am 19. August 1878.